# Zaak De Zutter
Zaak De Zutter  is een langspeelfilm (2016) over een van de Moorden van Beernem door bvba 'Het Moment' i.s.m. VZW 'Kwestigen Nacht' van Katrien Ryserhove (scenario), in regie van Emmanuel De Coster en Ingrid De Vos (Brussels by Night en De Behandeling) met de Gentse actrice Katrijn Govaert in de hoofdrol. 

## Julienne De Zutter
Katrijn Govaert vertolkt de sleutelrol als Julienne De Zutter, zus van Hector De Zutter (acteur Bert Vannieuwenhuyse) die vermoord wordt. Het betreft de vierde moord (1926) van de moorden van Beernem.  Julienne De Zutter wil niet dat de moord op haar broer in de doofpot geraakt. Ze wil de waarheid achterhalen, maar stoot op heel wat tegenkanting.

## Acteurs
Andere acteurs zijn o.a. Tim David (De Kavijaks en Flikken) als Oscar Devos, Maxime De Winne (Thuis, Deal Duel, De mol in het belspel), Leen De Veirman (Theater NUNC), Kurt Defrancq (Thuis) als onderzoeksrechter en Bob De Moor als Victor De Lille, journalist en eigenaar van weekblad 't Getrouwe Maldeghem. Gusten De Zutter, broer van het slachtoffer, wordt vertolkt door Vincenzo Dejonghe en de rol van moeder De Zutter door Anna Maria Deschepper. Andere rollen : veldwachter Hoste (Dirk Andries), Etienne Schepers (Marnik Braet), Alberic Van Hulle (Geert De Groote), Jeanne Scherrens (Flore Staelens), Jules Vandecaveye (Lode Blondel), August De Baene (Steven Kersse) en Julia George (Alexandra Banica).

## Het verhaal
7 november 1926: kermis in Beernem. In de nacht verdwijnt Hector De Zutter, de volgende dagen doen geruchten de ronde dat Hector mogelijk vermoord werd. De verdachten behoren tot de betere klasse en staan onder de bescherming van ridder Etienne de Vrière, burgemeester. De Vrières schoonzoon is rechter te Brugge. De inwoners van Beernem en heel wat getuigen zijn bang en zwijgen tot een paar weken later het lijk in de vaart wordt gevonden. Julienne De Zutter, zus van Hector, gaat vanaf dan op zoek naar getuigen. Hierbij wordt zij geholpen door Victor De Lille, uitgever van ’t Getrouwe Maldeghem. Hij schrijft over de moord in zijn krant en uiteindelijk worden drie verdachten, Oscar Devos en zijn twee schoonbroers veldwachter Hoste en Etienne Schepers aangehouden.